# Dieter Brei
Dieter Brei (Verl, 30 settembre 1950) è un allenatore di calcio, dirigente sportivo ed ex calciatore tedesco, di ruolo centrocampista.

## Palmarès

### Giocatore

#### Competizioni nazionali
- Coppa di Germania: 2

Fortuna Düsseldorf: 1978-1979, 1979-1980